# Breezy Johnson
Breanna Noble Johnson (conocida como Breezy Johnson; Jackson, 19 de enero de 1996) es un deportista estadounidense que compite en esquí alpino. Es públicamente bisexual.
Ganó dos medallas de oro en el Campeonato Mundial de Esquí Alpino de 2025, en las pruebas de descenso y combinada por equipo. En la Copa del Mundo consiguió ocho podios en total.
Participó en los Juegos Olímpicos de Pyeongchang 2018, ocupando el séptimo lugar en la prueba de descenso.

## Palmarés internacional
| Campeonato Mundial | Campeonato Mundial | Campeonato Mundial | Campeonato Mundial   |
| Año                | Lugar              | Medalla            | Prueba               |
| ------------------ | ------------------ | ------------------ | -------------------- |
| 2025               | Saalbach (Austria) | Medalla de oro     | Descenso             |
| 2025               | Saalbach (Austria) | Medalla de oro     | Combinada por equipo |